# کورومدو (شهرستان ایسیق‌کول)
کورومدو (به لاتین: Korumdu) یک منطقهٔ مسکونی در قرقیزستان است که در شهرستان ایسیق‌کول واقع شده‌است. کورومدو ۲٬۶۸۰ نفر جمعیت دارد و ۱٬۶۰۱ متر بالاتر از سطح دریا واقع شده‌است.